# Kameanohirka, Illinți
Kameanohirka (în ucraineană Кам`яногірка) este un sat în comuna Kîtaihorod din raionul Illinți, regiunea Vinnița, Ucraina.

## Demografie
Componența lingvistică a localității Kameanohirka
     Ucraineană (98,09%)
     Rusă (1,7%)
     Alte limbi (0,11%)
Conform recensământului din 2001, majoritatea populației localității Kameanohirka era vorbitoare de ucraineană (98,09%), existând în minoritate și vorbitori de rusă (1,7%).